# Exbek
Die Exbek ist ein Bach, der bei Borgstedt im Kreis Rendsburg-Eckernförde ehemals in die Eider mündete.
Durch die im 18. Jahrhundert erfolgte Einbeziehung der Eider in den Eider-Kanal fließt der Bach nördlich der Rader Insel bei der Borgstedter Enge in das durch die 1912 bis 1914 durchgeführte Begradigung des Nord-Ostsee-Kanals entstandene ehemalige Kanalbett.
Die Mündung markiert ein Brückenstein, der am Treidelweg zwischen Borgstedt und Lehmbek steht. Dieser Stein wurde seit 1784 unter der Regentschaft des dänischen Königs Christian VII. verwendet.